# Cornelia Essner
 (juin 2023).
La mise en forme du texte ne suit pas les recommandations de Wikipédia : il faut le « wikifier ».
Les points d'amélioration suivants sont les cas les plus fréquents :
- Les titres sont pré-formatés par le logiciel. Ils ne sont ni en capitales, ni en gras.
- Le texte ne doit pas être écrit en capitales (les noms de famille non plus), ni en gras, ni en italique, ni en « petit »…
- Le gras n'est utilisé que pour surligner le titre de l'article dans l'introduction, une seule fois.
- L'italique est rarement utilisé : mots en langue étrangère, titres d'œuvres, noms de bateaux, etc.
- Les citations ne sont pas en italique mais en corps de texte normal. Elles sont entourées par des guillemets français : « et ».
- Les listes à puces sont à éviter, des paragraphes rédigés étant largement préférés. Les tableaux sont à réserver à la présentation de données structurées (résultats, etc.).
- Les appels de note de bas de page (petits chiffres en exposant, introduits par l'outil «  Source ») sont à placer entre la fin de phrase et le point final[comme ça].
- Les liens internes (vers d'autres articles de Wikipédia) sont à choisir avec parcimonie. Créez des liens vers des articles approfondissant le sujet. Les termes génériques sans rapport avec le sujet sont à éviter, ainsi que les répétitions de liens vers un même terme.
- Les liens externes sont à placer uniquement dans une section « Liens externes », à la fin de l'article. Ces liens sont à choisir avec parcimonie suivant les règles définies. Si un lien sert de source à l'article, son insertion dans le texte est à faire par les notes de bas de page.
- La présentation des références doit suivre les conventions bibliographiques. Il est recommandé d'utiliser les modèles {{Ouvrage}}, {{Chapitre}}, {{Article}}, {{Lien web}} et/ou {{Bibliographie}}. Le mode d'édition visuel peut mettre en forme automatiquement les références.
- Insérer une infobox (cadre d'informations à droite) n'est pas obligatoire pour parachever la mise en page.

Pour une aide détaillée, merci de consulter Aide:Wikification.
Si vous pensez que ces points ont été résolus, vous pouvez retirer ce bandeau et améliorer la mise en forme d'un autre article.
Cornelia Essner-Conte (née en 1954 à Cuxhaven) est une historienne allemande  qui s'intéresse particulièrement à la période du national-socialisme et à l'ère coloniale.

## Vie et œuvre
Cornelia Essner est née en 1954 à Cuxhaven. Elle a obtenu son baccalauréat en 1972 au lycée humaniste pour jeunes filles de Bonn. Elle a étudié l'histoire, la géographie, l'ethnologie et l'étude de l'Amérique ancienne à la Freie Universität Berlin. Essner vit à Berlin. Elle a deux filles et une petite-fille.

### Recherches sur l'histoire coloniale
Dans les années 1980, Essner a travaillé, grâce à l'aide allemande aux étudiants diplômés, sur les "voyageurs allemands en Afrique au XIXe siècle", en affrontant le mythe de l'aventurier avec une biographie collective. En 1985, elle obtient son doctorat avec cette thèse à l'Université libre de Berlin sous la direction de Michael Erbe dans le département d'histoire. De 1984 à 1988, elle a été collaboratrice scientifique de la Freie Universität Berlin au département de sciences politiques, section politique internationale (section Afrique). Dans son article publié en 1986 sur le musée ethnographique de Berlin à l'époque coloniale, elle a problématisé l'histoire des collections coloniales de ce musée. Dans son article Il n'y a pas de fumée sans feu de 1992, elle s'est penchée sur le droit racial colonial et notamment sur l'interdiction des mariages interraciaux. De 1988 à 1989, Essner a effectué des recherches au Caire - avec le soutien de la Deutsche Forschungsgemeinschaft - sur le choléra des pèlerins de la Mecque et la politique sanitaire internationale en Égypte.

### Recherches sur la période nazie
De 1990 à 2002, Essner a vécu à Berlin et à Paris. Outre son activité d'enseignante et de conférencière, elle a travaillé avec l'ethnologue Edouard Conte à l'ouvrage publié en 1995, La Quête de la race. Une anthropologie du nazisme. De 1996 à 1999, elle a été collaboratrice scientifique à l'Institut des sciences historiques de l'Université technique de Berlin dans le cadre du projet DFG sur le système des lois de Nuremberg 1933-1945 (direction Reinhard Rürup). En 2000, elle s'est inscrite à l'Institut d'histoire de l'Université technique de Berlin (pour l'histoire moderne) avec ce travail, qui mettait l'accent sur la notion de juif nazi, et a publié en 2002 sa thèse d'habilitation sous le titre Les lois de Nuremberg ou l'administration de la folie raciale (1933-1945).

## Publications

### Monographies
- Deutsche Afrikareisende im 19. Jahrhundert. Zur Sozialgeschichte des Reisens. Steiner, Stuttgart 1985 (Beiträge zur Kolonial- und Überseegeschichte, Bd.32).

- La Quête de la race. Une anthropologie du nazisme. Paris 1995 (zsm. mit Edouard Conte; 1998 portugiesische Ausgabe, 2000 italienische Ausgabe).

- Die »Nürnberger Gesetze« oder Die Verwaltung des Rassenwahns 1933–1945. Ferdinand Schöningh, Paderborn/München/Wien/Zürich 2002,  (ISBN 3-506-72260-3) (zugl. Berlin, Techn. Univ., Habil.-Schr., 2000; Digitalisat).

- Antisemitische Bruchstücke. Zehn Geschichten aus dem Dritten Reich. Hans Schiler, Berlin 2014,  (ISBN 978-3-89930-375-9).

- Schädel, Steine und Studenten. Der vielschichtige Anthropologe Felix von Luschan (1854–1924). Vergangenheitsverlag, Berlin 2023,  (ISBN 978-3-86408-302-0).

- Zwischen allen Stühlen. Eine Frau in der Geschichtswissenschaft blickt zurück. Éditions Vergangenheitsverlag, Berlin 2024.

### Essais (sélection)
- Anmerkungen zum Verhältnis von Ethnologie und Kolonialismus in Deutschland. Berlins Völkerkunde-Museum in der Kolonialära. In: Berlin in Geschichte und Gegenwart. Jahrbuch des Landesarchivs.> Berlin 1986, S. 65–94.

- Cholera der Mekkapilger und internationale Sanitätspolitik in Ägypten (1866–1938). In: >Die Welt des Islams, Bd.32 (1992), S. 41–82.

- „Wo Rauch ist, da ist auch Feuer“. Zu den Ansätzen eines Rassenrechts für die deutschen Kolonien. In: Wilfried Wagner u.a. (Hg.): Rassendiskriminierung, Kolonialpolitik und ethnisch-nationale Identität. LIT Verlag, Münster/Hamburg 1992,  (ISBN 3-89473-117-6), S. 145–161.

- Im „Irrgarten der Rassenlogik“. Nordische Bewegung und nationale Frage (1919–1935). In: Historische Mitteilungen, Bd.7, S. 81–101.

- Qui sera «juif»? La classification «raciale» nazie des «lois de Nuremberg» à la «conférence de Wannsee». In: >Genèses. Sciences sociales et histoire, Bd.21, 1995, S. 4–28 (Zusammenfassung (französisch, englisch)).

- „Fernehe“, „Leichentrauung“ und „Totenscheidung“. Metamorphosen des Eherechts im Dritten Reich. In: Vierteljahrshefte für Zeitgeschichte>, Jg.44 (1996), S. 201–227 (mit Édouard Conte).

- La ‘Volksgemeinschaft’ e l’esclusione dei ‘diversi’. In: M.Cattaruzza u.a. (Hrsg.): Storia della Shoah. La crisi dell’Europa lo sterminio degli ebrei e la memoria del XX seculo, Band1. Turin 2002, S.699–740.

- Nazi anti-Semitism and the Question of “Jewish Blood”. In: D.;W. Sabean u.a. (Hrsg.): Kinship and Blood in European Society and Culture. Oxford 2013, S. 227–243.

- Von Windhuk nach Nürnberg? Zur Frage der kolonialen Kontinuität. In: M.Brechtken u.a. (Hrsg.): Die Nürnberger Gesetze – 80 Jahre danach. Göttingen 2017, S. 25–36.